# Александрополь (Петропавловский район)
Александро́поль (укр. Олександро́піль) — село,
Александропольский сельский совет,
Петропавловский район,
Днепропетровская область,
Украина.
Код КОАТУУ — 1223880501. Население по переписи 2001 года составляло 668 человек.
Является административным центром Александропольского сельского совета, в который, кроме того, входят сёла
Новодмитровка,
Озёрное,
Толстое и
Успеновка.

## Географическое положение
Село Александрополь находится на левом берегу реки Самара,
выше по течению на расстоянии в 3 км расположено село Весёлое (Близнюковский район),
ниже по течению на расстоянии в 3 км расположено село Озёрное,
на противоположном берегу — село Добринька.
Река в этом месте извилистая, образует лиманы, старицы и заболоченные озёра.
Через село проходит автомобильная дорога Т-0424.

## История
- В XVII веке полковник Писемский основал село, которое было названо Малописемское, потом его назвали Дача так как около села на островке размещалась дача полковника Писемского.
- Со временем село Малописемское досталось в наследство дочке Писемского Александре и было переименовано в село Александрополь.

## Экономика
- ООО АФ «Авангард».

## Объекты социальной сферы
- Школа.
- Детский сад.
- Дом культуры.

## Известные уроженцы
- Пархоменко, Иван Иванович  (р. 1916) — украинский и советский художник [3]
- Сухоребров, Никита Захарович  (1901—1957) — советский военачальник, генерал-майор